# Phyllocycla pallida
Phyllocycla pallida är en trollsländeart som beskrevs av Belle 1970. Phyllocycla pallida ingår i släktet Phyllocycla och familjen flodtrollsländor. IUCN kategoriserar arten globalt som otillräckligt studerad. Inga underarter finns listade i Catalogue of Life.